# Сільськогосподарські термометри
Термометри сільськогосподарські - призначені для вимірювання температури в складських приміщеннях, в буртах, при зберіганні зерна в зерносховищах, в холодильних установках, а також при переробці молока та м'яса.

## Застосування
Термометри застосовуються на підприємствах у сільському господарстві у тому числі при зберіганні та переробці цукрових буряків в агропромисловому комплексі.

## Принцип дії
Принцип дії термометра заснований на видимому розширенні термометричної рідини в склі при підвищенні температури навколишнього середовища.

## Виконання
Термометри сільськогосподарські виконані у вигляді капілярної трубки з резервуаром, заповненим термометричною рідиною, і скляною циліндричною оболонкою з вмонтованою всередині шкалою (з паперу, молочного та листового скла, полістиролу листового, алюмінієвої або сталевої пластини).
Термометри сільськогосподарські рідинні виготовляються з термічно обробленого скла. Як термометрична рідини використовується толуол або газ.
Виконання та типорозміри термометрів відрізняються конструкцією, видом термометричної рідини, функціональним призначенням, нормованими значеннями діапазонів вимірювань, ціною поділу шкали і границі допустимої похибки.

## Виробники
- ПАТ "Склоприлад"[1]
- ВАТ "Термоприлад"